# رالف غريمالدي
رالف غريمالدي (بالإنجليزية: Ralph Grimaldi)‏ هو رياضياتي أمريكي، ولد في 1943 في نيويورك في الولايات المتحدة.